# Magnetohydrodynamische aandrijving

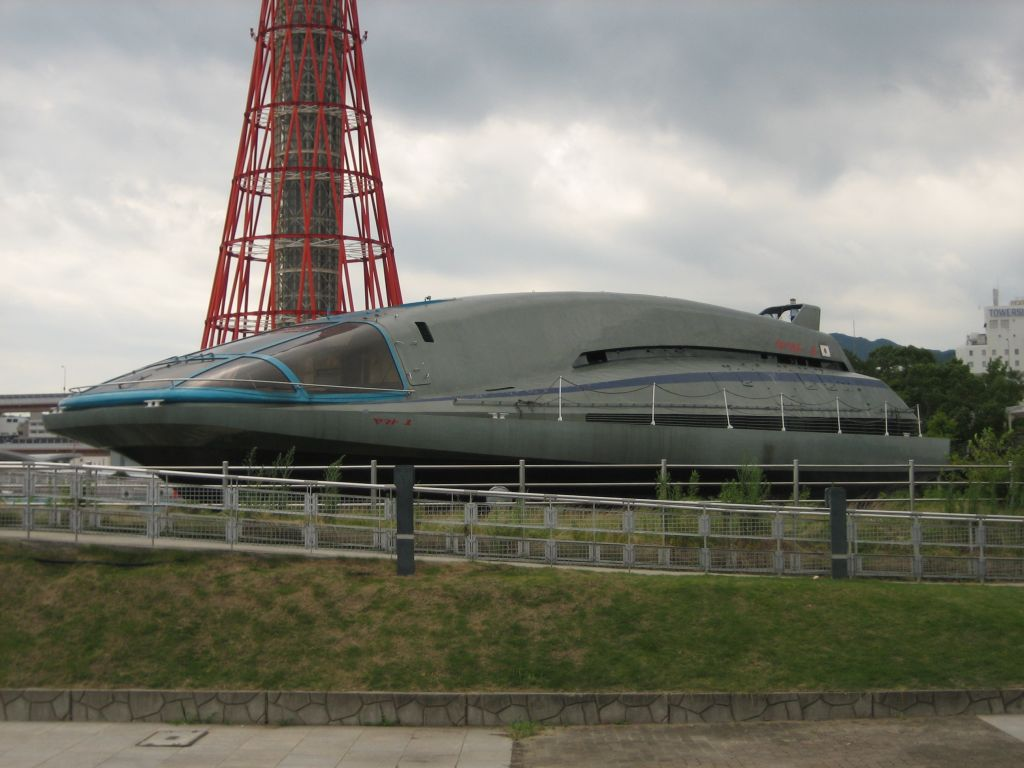
De Yamato 1, tentoongesteld bij het scheepvaartmuseum in Kobe, Japan. Het eerste werkende prototype op ware schaal.

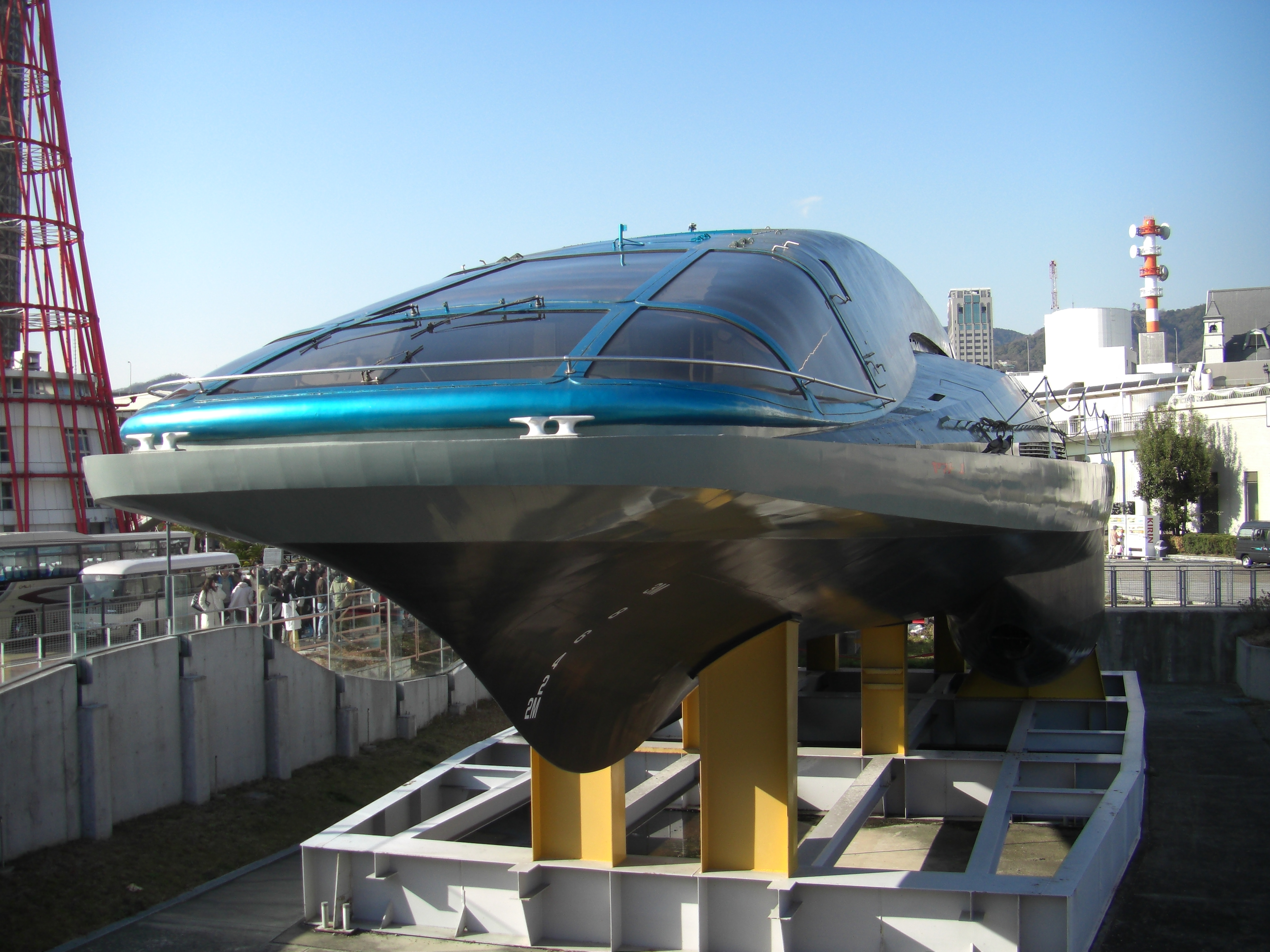
De boeg van de Yamato 1.

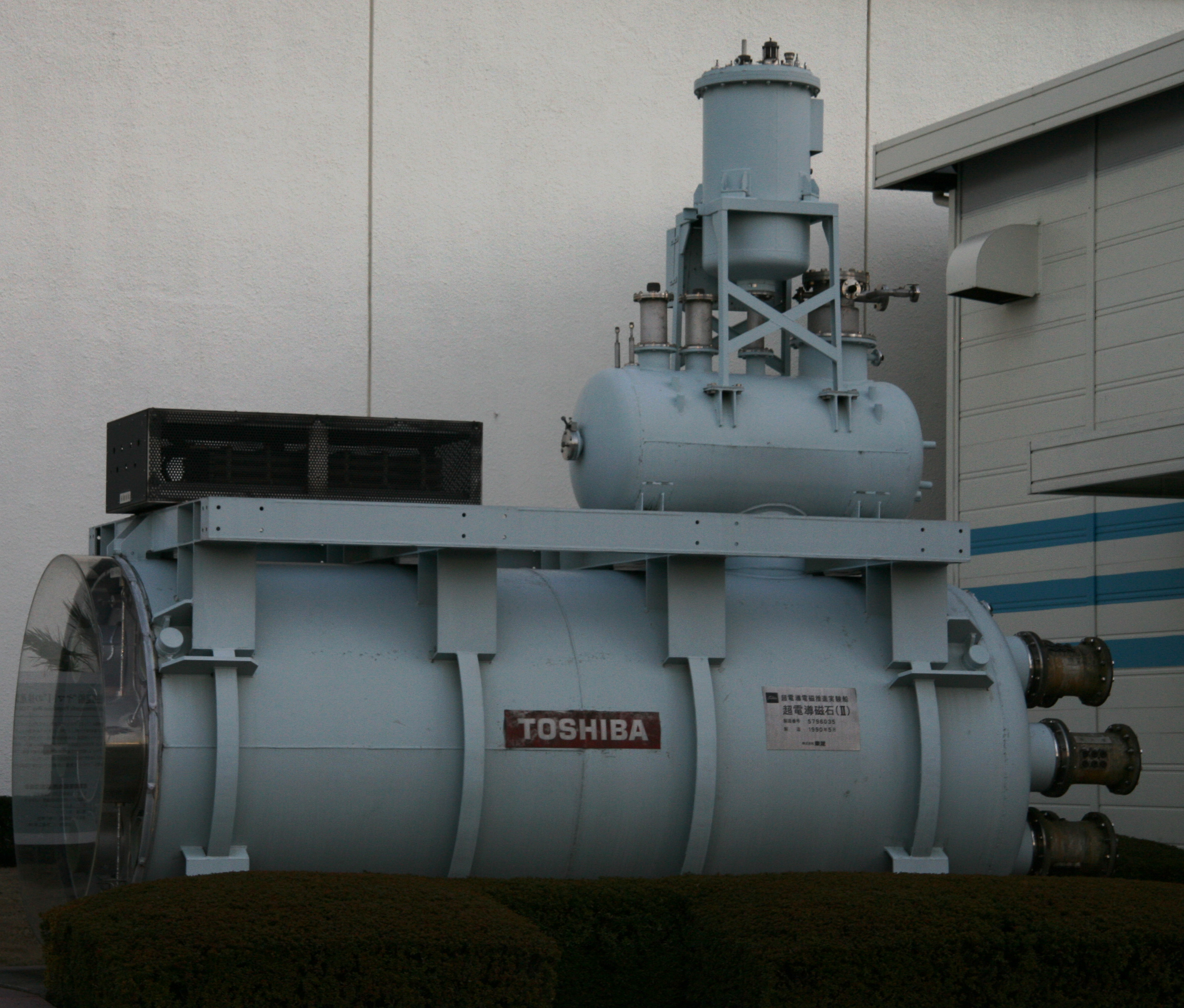
Een MHD-aandrijving van de boot, in het scheepswetenschapsmuseum in Tokio.

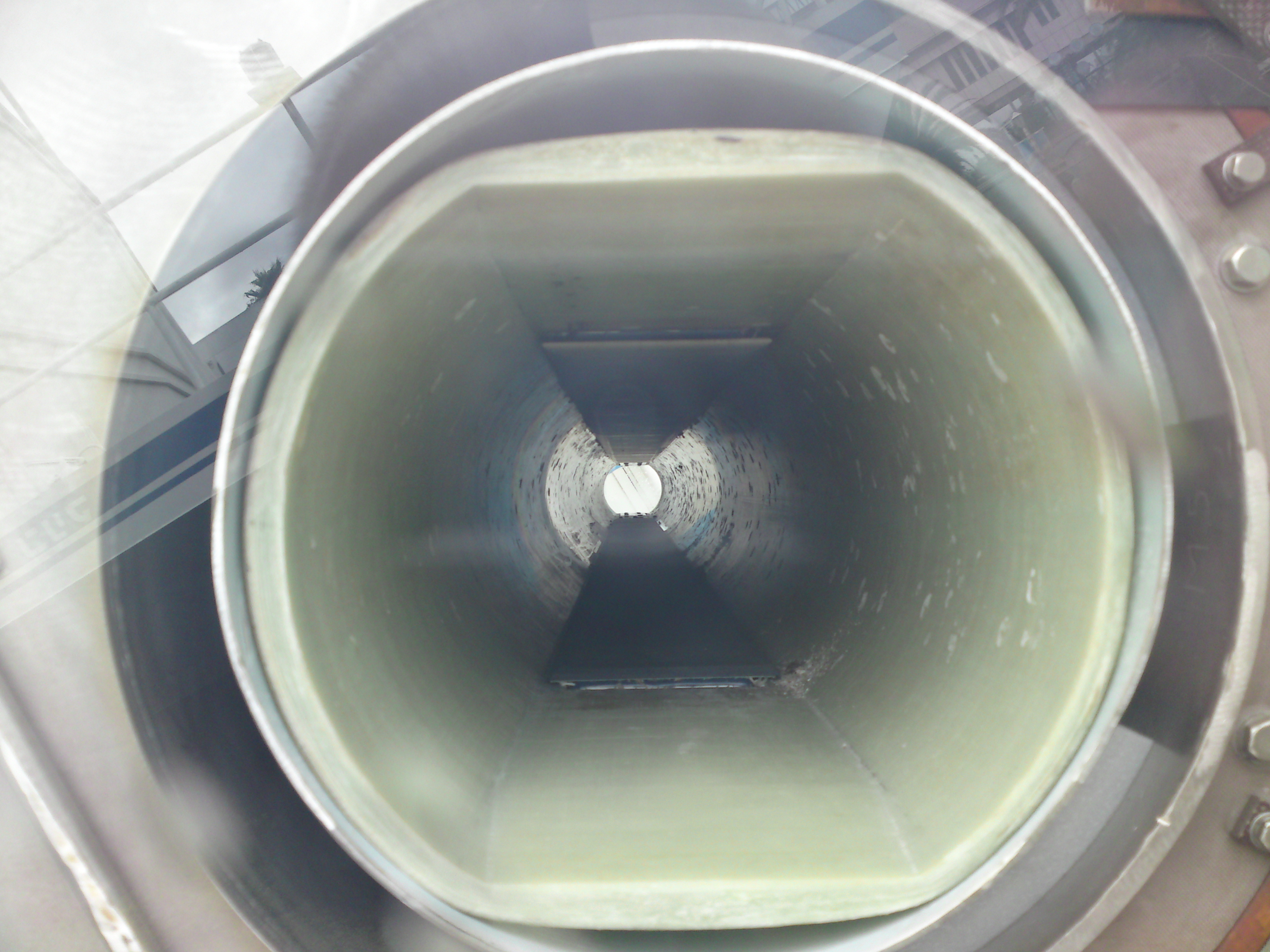
Zicht door de buis van de aandrijving van de Yamato 1, in het scheepswetenschapsmuseum in Tokio. De elektrodeplaten zijn zichtbaar boven en onder.

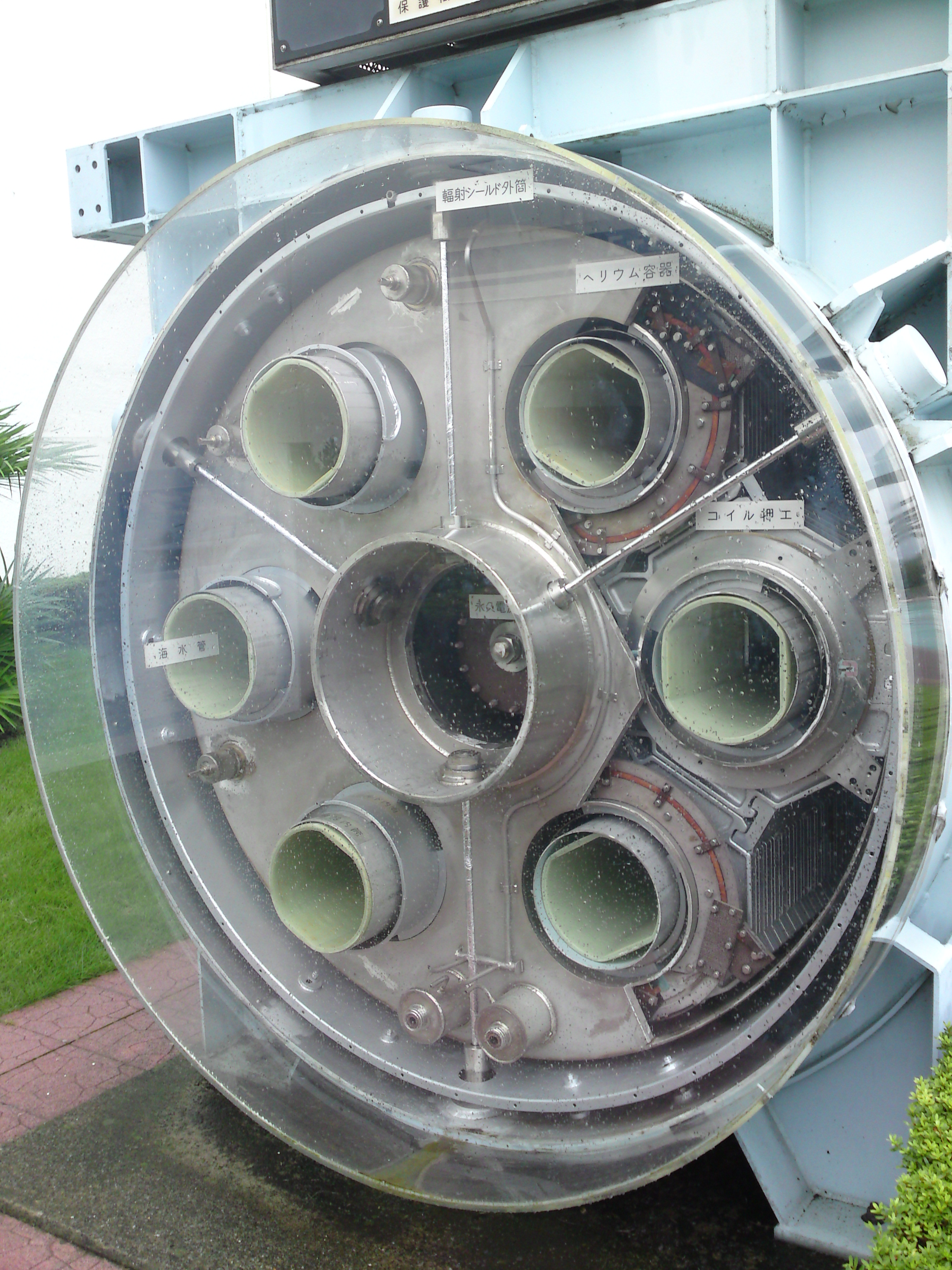
Het einde van de voortstuwingseenheid van de Yamato 1, in het scheepswetenschapsmuseum in Tokio.

Een magnetohydrodynamische aandrijving of MHD-voortstuwer is een aandrijvingsmethode voor vaartuigen die alleen gebruikmaakt van elektriciteit en magnetische velden, zonder bewegende delen, dit alles berustend op de magnetohydrodynamica.
Het werkingsprincipe berust op de elektrificatie van een drijfstof (gas of water) die kan worden gericht door een magnetisch veld en dus het voertuig in de tegenovergestelde richting stuwt. Er bestaan een aantal werkende prototypen, maar MHD-aandrijving blijft onpraktisch door de beperkte snelheid in verhouding tot de grote hoeveelheid gebruikte energie.

## Principe

### Scheepsaandrijving
Een elektrische stroom gaat door het zeewater, dit in de aanwezigheid van een sterk magnetisch veld. Dit werkt in op het magnetisch veld van de stroom. Functioneel gezien is het zeewater het bewegende, geleidende deel van een elektrische motor. Het water wordt naar de achterkant gestuwd en het schip beweegt vooruit.
De fysische vergelijking van deze voortstuwende kracht is Fmag = I (L × B), waarbij L de vector in de richting van stroom I is en de lengte de afstand die de stroom aflegt. B is het magnetische veld. MHD is aantrekkelijk omdat er geen gebruik wordt gemaakt van bewegende delen, waardoor een goed ontwerp stil, betrouwbaar en efficiënt kan zijn. Daarnaast is er bij MHD geen sprake van weerstand en slijtage, wat bij een aandrijflijn van een rechtstreeks aangedreven propeller wel het geval is. MHD is echter veel duurder en veel trager dan een propelleraandrijving. De grootste kostenpost is de generator.

### Aandrijving van ruimteschepen
Een aantal experimentele methoden van aandrijving van ruimtetuigen zijn gebaseerd op magnetohydrodynamische principes. Hierbij is de werkvloeistof vaak een plasma of dunne ionenwolk. Sommige van deze technieken maken gebruik van verschillende soorten ionenmotoren.

## Prototypen
Het eerste prototype werd in 1965 gebouwd en getest door Steward Way, een hoogleraar mechanica aan de Universiteit van Californië - Santa Barbara. Tijdens zijn verlof bij Westinghouse Electric zette Way zijn laatstejaarsstudenten ertoe aan een drie meter lange onderzeeër met MHD-voortstuwing te ontwikkelen. Een tweede prototype, de 3,6 meter lange ST-500, bereikte in 1979 in Japan een snelheid van 0,6 m/s. In 1991 werd het eerste prototype, de Yamato 1, op ware grootte gemaakt in Japan door de Ship & Ocean Foundation (later bekend als de Ocean Policy Research Foundation). Het schip kon in juni 1992 in de haven van Kobe tien bemanningsleden en passagiers vervoeren bij een snelheid van 15 km/u.
In 2017 werden verschillende schaalmodellen gemaakt en uitgebreid in een laboratorium onderzocht, waardoor een vergelijking kon worden gemaakt tussen metingen en theoretische voorspellingen van scheepssnelheden.